# Красний Бор (Вешкаймський район)
Красний Бор (рос. Красный Бор) — село в Вешкаймському районі Ульяновської області Російської Федерації.
Населення становить 817 осіб. Входить до складу муніципального утворення Вешкаймське міське поселення.

## Історія
Від 2004 року входить до складу муніципального утворення Вешкаймське міське поселення.

## Населення
| 2010 |
| ---- |
| 817  |